# Pallacanestro Varese 1961-1962
Nel Campionato 1961-62 la Pallacanestro Varese vive un difficile momento di mercato con la mancata cessione, per motivi comportamentali, di Gabriele Vianello alla Simmenthal Milano. Accordi intercorsi durante il campionato precedente tra il giocatore e la società di Milano, con la dirigenza varesina tenuta all'oscuro, portano al blocco del nulla osta per il giocatore, che cessa l'attività agonistica per un anno. In squadra rientra Lajos Tóth che, avendo ottenuto la cittadinanza italiana, può partecipare al campionato nazionale.
La Pallacanestro Varese partecipa per la prima volta alla Coppa Europa come vincitrice del campionato italiano, risultando sconfitta agli ottavi per opera del Real Madrid.
In campionato lo scontro è tra Milano e Varese, con la vittoria dei primi giunta dopo uno spareggio necessario al termine della competizione, poiché le due squadre concludono appaiate in vetta. Al termine l'allenatore, Enrico Garbosi, lascia la panchina del Varese per allenare la seconda squadra della città, la Robur et Fides. Il Consiglio della Pallacanestro Varese concede l'utilizzo di Vianello a Garbosi, che porterà alla vittoria la Robur nello scontro promozione con la Gira Bologna per l'accesso alla massima serie.
Il Campionato si conclude con 1933 punti segnati e 1600 subiti, miglior realizzatore Giovanni Gavagnin con 432 punti. In Coppa Europa i punti segnati sono 318, subiti 260.

## Rosa 1961/62

Ignis-Real Madrid Baloncesto, Varese 18 gennaio 1962, Lajos Tóth segna l'ottantesimo punto della partita

- Mario Andreo
- Franco Bertini
- Sauro Bufalini
- Antonio Bulgheroni
- Guido Carlo Gatti
- Giovanni Gavagnin
- Remo Maggetti
- Vinicio Nesti
- Renato Padovan
- Andrea Ravalico
- Lajos Tóth
- Tonino Zorzi
  - Allenatore
- Enrico Garbosi

## Statistiche
| COMPETIZIONE        | GIOCATE | VINTE | PERSE | F    | S    | PIAZZAMENTO      |  |
| CAMPIONATO          | 23      | 19    | 4     | 1933 | 1600 | 2                |  |
| TORNEI E AMICHEVOLI | 17      | 14    | 3     | 1327 | 1026 | -                |  |
| COPPA EUROPA        | 4       | 3     | 1     | 318  | 260  | Ottavi di finale |  |

## Fonti
- "Pallacanestro Varese 50 anni con voi" di Augusto Ossola
- "La Pallacanestro Varese" di Renato Tadini